# كاتيا حسان
كاتيا حسان (ولدت في 28 يونيو 1961 في الجزائر) هي روائية وشاعرة وصحفية جزائرية سابقة تعيش في فرنسا في تولوز منذ عام 1995.

## السيرة الذاتية
ولدت كاتيا حسان في الجزائر العاصمة في 28 يونيو 1961، وهي تنتمي إلى عائلة من المثقفين، تعود أصولها إلى منطقة القبائل الكبرى.
بعد متابعة دراستها الابتدائية والثانوية الفرنسية بالجزائر (ثانوية ديكارت)، تحصلت على الشهادة الثانوية سنة 1980  تخصص أدب وفلسفة ثم شهادة ليسانس في اللغة الإنجليزية في الجامعة والذي سمح لها تعليم اللغة كلما أتيحت لها الفرصة.
في عام 1986 بدأت حياتها المهنية كصحفية متعددة التخصصات باللغة الإنجليزية والفرنسية في مجلة آفاق (Horizons).
في عام 1990، كانت عضوًا مؤسسًأ وفخريًا لليومية الناطقة بالفرنسية لو سوار دالجيري، حيث شغلت وظيفة رئيس القسم. وتسير، إضافة لأمور أخرى، «نادي الصداقة» التي تشكل صفحة التواصل والتبادل ما بين القراء ومع القراء.
وبعد سنوات، استقرت في فرنسا حيث تعمل في القطاع الاجتماعي وتيسير ورش عمل للغة الإنجليزية قبل أن تكرس نفسها في المقام الأول للكتابة.

## أعمال

### المنشورات في الجزائر
- الكلمات التي تشفي الآلام، السلسلة الأولى والثانية (الأفكار والاقتباسات)، دار القبية، 2018 (ردمك 978-9931-460-50-3)

- الكلمات التي تشفي الآلام، السلسلة الثانية (الأفكار والاقتباسات)، دار القبية، 2017 (ردمك 978-9931-460-35-0)
- رحلة مذهلة من Tarbilala (رواية الهروب)، دار القبية، 2017 (ردمك 978-9931-460-35-0)
- الكلمات التي تأخذ الرعاية من الألم (الأفكار الاقتباس)، دار الفكر، عام 2016 (ردمك 978-9931-355-57-1)
- عندما تمر العاصفة (رواية)، دار القبية (سابقًا ذاكرة الأمة)، 2016 (ردمك 978-9931-460-24-4)
- من أجل حب الكتابة (رواية)، دار القبية (سابقًا ذاكرة الأمة)، 2016 (ردمك 978-9931-460-13-8)
- الحياة كما يأتي (الشعر)، دار القبية (سابقًا ذاكرة الأمة)، 2016 (ردمك 978-9931-460-14-5)
- كون الطفل (توضيح النصوص للشباب)، دار القبية (سابقًا ذاكرة الأمة)، 2016 (ردمك 978-9931-460-22-0)
- حتى نهاية السنة اللهب (رواية)، دار القبية (سابقًا ذاكرة الأمة)، 2015 (ردمك 978-9931-460-18-3)
- مصير ناريمان (رواية)، دار القبية (سابقًا ذاكرة الأمة)، 2015 (ردمك 978-9931-460-17-6)

### المنشورات في فرنسا
- الكلمات التي تشفي الألام (الأفكار والاقتباسات)، الطبعات Edilivre، 2015 (ردمك 978-2332965073)
- عندما تمر العاصفة (رواية)، طبعات Édilivre، 2014، (ردمك 978-2332817754)
- من أجل حب الكتابة (رواية)، طبعات دوراند-Peyroles، 2011، (ردمك 978-2915723601)
- الحياة كما يأتي (الشعر)، الطبعات Aparis[4]، 2007، ثم Éditions دوراند-Peyroles، 2010 (ردمك 978-2915723199)
- حتى نهاية السنة اللهب (رواية)، 2009، طبعات دوراند-Peyroles (ردمك 978-2915723106)
- مصير Narimane (رواية)، دار القمر[5]، 2007، (ردمك 978-2916735221)، ثم éditions دوراند-Peyroles، 2010 (ردمك 978-2-915723-18-2)
- كل أطفال العالم (الشعر للشباب)، طبعات Edilivre، 2008
- الكون الطفولة (شعر الشباب) في النسخ المخطوطة، 2005
- الشمس المحجبات (الشعر) في النسخ المخطوطة، 2005
- تاني (جديد)، تحرير الكتاب، 2003

## الملاحظات والمراجع